# 1830
För andra betydelser, se 1830 (olika betydelser).
1830 (MDCCCXXX) var ett normalår som började en fredag i den gregorianska kalendern och ett normalår som började en onsdag i den julianska kalendern.

Friheten på barrikaderna av Eugène Delacroix föreställer Julirevolutionen.

## Händelser

### Januari
- 13 januari – Venezuela blir självständigt från Colombia.[1]

### Februari

Grekland

- 3 februari – Den autonoma provinsen Grekland får självständighet från Osmanska riket.

### Mars
- 26 mars – Mormons bok utkommer i Palmyra, USA.

### April
- 6 april – Joseph Smith och fem andra personer grundar Jesu Kristi Kyrka av Sista Dagars Heliga.

### Maj
- 24 maj – Mellan Baltimore och Ellicott's Mills öppnas den första järnvägen med allmän gods- och persontrafik i USA, och är ursprungligen hästdriven.[2]
- 13 maj – Sydcolombia blir självständigt från Colombia.[3]
- 28 maj – USA:s president Andrew Jackson skriver under Indian removal act, vilket ger upphov till fördrivning och internering av ursprungsbefolkningen.

### Juni
- 26 juni – Vid Georg IV:s död efterträds han som kung av Storbritannien av sin bror Vilhelm IV.

### Juli

Uruguays flagga

- 11 juli – Uruguay utformar sin nuvarande flagga som nationsflagga, vilken lagstadgas 16 december.
- 17 juli – Barthélemy Thimonnier får patenträtt på sin uppfinning symaskinen.
- 18 juli – Uruguay antar sin första grundlag.[4]
- 20 juli – Grekland ger judar medborgarrättigheter.
- 27–29 juli – Julirevolutionen i Paris utbryter och tvingar Karl X att abdikera. Han ersätts av Ludvig Filip I.

### Augusti
- 9 augusti – Ludvig Filip I blir kung av Frankrike.
- 25 augusti – Belgiska revolutionen inleds och 10 000 holländska soldater fördrivs ur Bryssel.
- 31 augusti – Edwin Beard Budding får patent på sin uppfinning gräsklipparen.

### September
- 15 september – Liverpool and Manchester Railway öppnar den första passagerartågsträckan med ånglok mellan Liverpool och Manchester[2], något som även leder till den första tågolyckan med dödlig utgång då William Huskisson blir överkörd av loket Stephenson Rocket.
- 22 september – Sydcolombia byter namn till Ecuador.[3]

### Oktober
- 27 oktober – Nederländska trupper under ledning av baron David Hendrik Chassé bombarderar Antwerpen.

### November
- 1 november – Wangerooge får tyska Nordsjökustens första fyr.
- 2 november
  - Jacques Laffitte blir fransk premiärminister.
  - Ferdinand II blir kung över Bägge Sicilierna.
- 10 november – En belgisk nationalförsamling proklamerar Belgien självständigt, vilket erkänns av Londonkongressen 20 november.
- 22 november – Charles Grey, 2:e earl Grey blir brittisk premiärminister.
- 28 november – Sjunde allmänna jubelfesten till firande av 1000-årsminnet av Ansgars kristnande av Sverige.
- 29 november – Polska revolutionen inleds mot Ryssland, men får ingen hjälp utifrån.

### December

Aftonbladet

- 5 december – Hector Berlioz mest kända verk Symphonie fantastique har urpremiär i Paris.
- 6 december – Lars Johan Hierta börjar utge den liberala tidningen Aftonbladet.
- 12 december – Osmanska riket erkänner Serbiens självständighet.
- 26 december – Gaetano Donizettis opera Anna Bolena har urpremiär.

### Okänt datum
- Frankrike, börjar avveckla bagnostraffet.[5]
- En diligenslinje öppnas i Sverige mellan Stockholm och Ystad.[6]
- Lancashireprocessen införs i Sverige efter brittisk modell, vilket gör att träkolsåtgången minskas vid stångjärnstillverkning.
- Metodistpredikanten G. Scott kommer till Sverige efter uppmaning av Samuel Owen. De båda får stor betydelse för den svenska nykterhetsrörelsen.
- Hjälmare kanal öppnas.
- Kemisten Nils Gabriel Sefström upptäcker grundämnet vanadin.
- Varbergs fästning upphör att fungera som försvarsanläggning.
- Fredrika Bremer utger romanen Familjen H***, kallad den första borgerliga romanen.
- Johan Gabriel Richert framlägger ett förslag till ny svensk riksdagsordning.
- Det råder ekonomisk förvirring i Sverige då tre olika riksdaler är i omlopp, en med ett värde av 48 skilling, en värd 18 och en värd 12.
- Sveriges kronprins Oscar (I) genomför ett statsbesök hos den ryske tsaren Nikolaj I.
- Sällskapet för inhemsk silkesodling bildas, för att främja svensk silkesodling, vilket dock misslyckas.
- De svenska ekarna blir frisläppta för en mindre penningsumma. Därmed kan de bönder, som har ekar på sina ägor, köpa dem och fälla dem om de så önskar.
- Spanien inför kvinnlig tronföljd, då kungen bara fått döttrar med sina fyra hustrur.
- Frankrike tar Alger i besittning.
- På Java tar Javakriget slut och den holländske guvernören Bosch inför det så kallade kultursystemet vilket tvingar de infödda att utföra dagsverke på plantagerna.
- Storbritannien tillsätter en resident i Burmas huvudstad Ava.

## Födda

### Första kvartalet

#### Januari
- 2 januari – Henry Flagler, amerikansk industrimagnat. (död 1913)
- 4 januari – Ernst Behm, tysk författare. (död 1884)
- 6 januari – Alfred Hegar, tysk läkare. (död 1914)
- 7 januari – Albert Bierstadt, amerikansk målare. (död 1902)
- 8 januari
  - Gouverneur K. Warren, amerikansk militär. (död 1882)
  - Hans von Bülow, tysk dirigent, kompositör och pianist. (död 1894)
- 18 januari – Grigor Parlichev, makedonisk-bulgarisk författare. (död 1893)
- 19 januari – George B. Cosby, amerikansk militär. (död 1909)
- 31 januari
  - James G. Blaine, amerikansk politiker. (död 1893)
  - Henri Rochefort, fransk författare, journalist och politiker. (död 1913)

#### Februari
- 3 februari – Robert Gascoyne-Cecil, 3:e markis av Salisbury, brittisk premiärminister. (död 1903)
- 11 februari – August Eisenmenger, österrikisk målare. (död 1907)
- 14 februari – Anson Safford, amerikansk politiker. (död 1891)
- 16 februari – Émile Durand, fransk kompositör och musikpedagog. (död 1903)
- 17 februari – Gerard Krefft, tysk zoolog och paleontolog. (död 1881)
- 18 februari – Abd ül-Aziz, osmansk sultan. (död 1876)

#### Mars
- 15 mars – Paul Heyse, tysk författare, nobelpristagare i litteratur 1910. (död 1914)
- 29 mars – Eli C.D. Shortridge, amerikansk politiker, guvernör i North Dakota 1893–1895. (död 1908)

### Andra kvartalet

#### April
- 9 april – John M. Crebs, amerikansk demokratisk politiker, kongressledamot 1869–1873. (död 1890)
- 14 april – Simon P. Hughes, amerikansk demokratisk politiker och jurist, guvernör i Arkansas 1885–1889. (död 1906)
- 24 april – Eugenia, svensk prinsessa, dotter till Oscar I och Josefina av Leuchtenberg. (död 1889)

#### Maj
- 1 maj – Guido Gezelle, belgisk författare och präst. (död 1899)
- 5 maj – John B. Stetson, amerikansk hattmakare. (död 1906)
- 13 maj – Zebulon B. Vance, amerikansk militär och politiker. (död 1894)
- 20 maj – Hector Malot, fransk författare. (död 1907)
- 29 maj – Louise Michel, fransk anarkist. (död 1905)

#### Juni
- 17 juni – Jeremiah McLain Rusk, amerikansk republikansk politiker, USA:s jordbruksminister 1889–1893. (död 1893)
- 20 juni – Carl Pettersson, svensk kyrkoherde och riksdagsman. (död 1912)

### Tredje kvartalet

#### Juli
- 1 juli – Paris Gibson, amerikansk demokratisk politiker och affärsman, senator 1901–1905. (död 1920)
- 4 juli – Mary Hunt, amerikansk nykterhetsförkämpe. (död 1906)
- 10 juli – Camille Pissarro, fransk målare. (död 1903)
- 25 juli – John Jacob Bausch, tysk-amerikansk optiker, grundare av Bausch and Lomb (tillsammans med Henry C. Lomb). (död 1926)

#### Augusti
- 18 augusti – Frans Josef av Österrike, kejsare av Österrike 1848–1916, kung av Ungern 1867–1916. (död 1916)
- 29 augusti – J. Proctor Knott, amerikansk politiker, guvernör i Kentucky 1883–1887. (död 1911)

#### September
- 2 september – William P. Frye, amerikansk politiker. (död 1911)
- 8 september – Frédéric Mistral, fransk författare, nobelpristagare i litteratur 1904. (död 1914)
- 15 september – Porfirio Díaz, mexikansk militär och politiker, Mexikos envåldshärskare 1876–1911 (med fyra års uppehåll). (död 1915)
- 17 september – Ludvig Fredholm, svensk industri- och affärsman. (död 1891)
- 18 september – Camille de Meaux, fransk politiker. (död 1907)

### Fjärde kvartalet

#### Oktober
- 10 oktober – Isabella II av Spanien, spansk drottning 1833–1868. (död 1904)
- 21 oktober – Jöns Rundbäck, svensk politiker, en av Lantmannapartiets grundare. (död 1895)

#### November
- 9 november – Algernon Paddock, amerikansk republikansk politiker, senator 1875–1881 och 1887–1893. (död 1897)
- 21 november – Yoshida Shōin, japansk filosof. (död 1859)
- 26 november – Horace Tabor, amerikansk republikansk politiker och affärsman. (död 1899)

#### December
- 3 december – Frederic Leighton, brittisk målare och skulptör. (död 1896)
- 5 december – Christina Rossetti, brittisk poet. (död 1894)
- 8 december – William Pitt Kellogg, amerikansk republikansk politiker, guvernör i Louisiana 1873–1877. (död 1918)
- 10 december – Emily Dickinson, amerikansk poet. (död 1886)
- 16 december – Kálmán Tisza, ungersk politiker. (död 1902)
- 17 december – Jules Huot de Goncourt, fransk författare. (död 1870)
- 31 december – Ismail Pascha, khediv av Egypten. (död 1895)

### Okänt datum
- Pepita de Oliva, spansk balettdansare. (död 1871)

## Avlidna

### Första kvartalet

#### Januari
- 7 januari – Thomas Lawrence, 60, brittisk konstnär.

#### Februari
- 17 februari – Marcos Portugal, 67, portugisisk kompositör.

#### Mars
- 7 mars – Jacques Villeré, 68, första kreolska (infödda) guvernören av Louisiana.
- 17 mars – Laurent Gouvion Saint-Cyr, 65, marskalk av Frankrike.

### Andra kvartalet

#### April
- 16 april – József Katona, 38, ungersk författare.

#### Maj
- 16 maj – Jean-Baptiste Joseph Fourier, 62, fransk matematiker och fysiker.

#### Juni
- 1 juni – Sahajananda Swami, 49, indisk helig man.
- 4 juni – Antonio José de Sucre, 35, revolutionsledare och Bolivias förste president.
- 26 juni – Georg IV, 67, kung av Storbritannien sedan 1820.

### Tredje kvartalet

#### Juli
- 29 juli – Erik Abraham Almquist, 63, svensk biskop.

#### Augusti
- 30 augusti – Louis Henri II av Bourbon, 74, fransk prins.

#### September
- 15 september – William Huskisson, 60, brittisk politiker och historiens första att avlida i en tågolycka.
- 18 september – William Hazlitt, 52, brittisk essäist.
- 23 september – Elizabeth Kortright Monroe, 62, amerikansk presidenthustru till James Monroe.
- 24 september – Rosalie Duthé, fransk modell, prototypen för stereotypen "den dumma blondinen".

### Fjärde kvartalet

#### Oktober
- 4 oktober – Ludwig Yorck von Wartenburg, 71, preussisk fältmarskalk.
- 5 oktober – Dinicu Golescu, 53, rumänsk författare.
- 14 oktober – John McLean, 39, amerikansk politiker, senator 1824–1825 och 1829–1830.
- 31 oktober – Petar I Petrović-Njegoš, härskare över Montenegro.

#### November
- 8 november – Frans I, 53, kung av Bägge Sicilierna sedan 1825.
- 21 november – Károly Kisfaludy, 42, ungersk författare.
- 30 november – Pius VIII, född Francesco Xaverio Castiglione, 69, påve sedan 1829.

#### December
- 4 december – William Branch Giles, 68, amerikansk politiker.
- 8 december – Benjamin Constant, 63, schweizisk författare och politiker.
- 9 december – Stephen R. Bradley, 76, amerikansk politiker, senator 1791–1795 och 1801–1813.
- 10 december – Hugh Elliot, 78, brittisk diplomat.
- 17 december – Simón Bolívar, 47, sydamerikansk general och nationalist.

### Fotnoter
1. ↑  World Statesmen
2. 1 2  Järnvägar i historien Arkiverad 12 augusti 2010 hämtat från the Wayback Machine.
3. 1 2  World Statesmen
4. ↑  World Statesmen (läst 3 april 2011)
5. ↑  Bagno i Nordisk familjebok (andra upplagan, 1904)
6. ↑  Nordisk familjebok